# Cruz Morales
Cruz Morales är en ort i Mexiko.   Den ligger i kommunen Las Rosas och delstaten Chiapas, i den sydöstra delen av landet, 800 km öster om huvudstaden Mexico City. Cruz Morales ligger 890 meter över havet och antalet invånare är 206.
Terrängen runt Cruz Morales är huvudsakligen kuperad, men åt sydväst är den platt. Runt Cruz Morales är det ganska glesbefolkat, med 38 invånare per kvadratkilometer. Närmaste större samhälle är Venustiano Carranza, 14,4 km väster om Cruz Morales. Omgivningarna runt Cruz Morales är en mosaik av jordbruksmark och naturlig växtlighet.